# Космополитический локализм
Космополитический локализм — это социальный инновационный подход к развитию сообщества, который стремится связать местные и глобальные сообщества посредством устойчивых инфраструктур, которые сближают производство и потребление, опираясь на распределенные системы.
Концепция космополитического локализма или космолокализма была впервые предложена Вольфгангом Саксом, ученым в области окружающей среды, развития и глобализации. Сакс известен как один из многочисленных последователей Ивана Иллича, и его работы оказали влияние на движения «зеленых» и экологов. В отличие от глокализации, космолокализм движется от локальности к универсальности, признавая локальность как место социального сосуществования и подчеркивая потенциал глобальных сетей, выходящих за рамки правил капиталистического рынка.
Космополитический локализм способствует развитию глобальной сети взаимоподдерживающих сообществ (кварталов, деревень, поселков, городов и регионов), которые делятся и обмениваются знаниями, идеями, навыками, технологиями, культурой и (при условии социальной и экологической устойчивости) ресурсами. Этот подход направлен на развитие творческих, взаимных отношений между местным и глобальным. Космополитический локализм направлен на решение проблем, возникающих в результате глобализации — а именно, поглощение местных культур и экономик гомогенизированной и неустойчивой глобальной системой — и одновременно избегает таких подводных камней локализации, как парохиализм (англ. Parochialism) и изоляционизм.
Самоорганизация людей, имеющих доступ к развитой глобальной сети, сотрудничает и производит общие ресурсы и собственные системы управления. Эта система строится вокруг общего ресурса и подразумевает социальную практику создания и управления ресурсом через институты, которые создает и которыми управляет сообщество производителей или пользователей. Они проявляются в различных форматах, от совместного управления природными ресурсами (например, рыболовством, пастбищами) до совместного создания и совместного управления цифровым контентом. Такие инициативы, как свободная энциклопедия Wikipedia, которая вытеснила организованные корпорациями Encyclopedia Britannica и Microsoft Encarta, и Apache HTTP Server, ведущее программное обеспечение на рынке веб-серверов, стали примерами цифровых сообществ. Начало коммун почти исключительно содержало цифровые формы виртуальных проектов и сообществ. Более поздние движения коммуны теперь также включают местное производство и переплетение аналоговых и цифровых технологий в естественных и цифровых коммунах, физических и цифровых пространствах, деятельности и времени.